# سيزار سوريانو فيريرو
سيزار سوريانو فيريرو (بالإسبانية: César Soriano Ferrero) (22 أبريل 1983 في إسبانيا - ) هو لاعب كرة قدم إسباني في مركز الدفاع. لعب مع نادي أونتينيينت ونادي بادالونا ونادي غوادالاخارا ونادي فالنسيا ونادي كاستييون ونادي ليغانيس وريال أفيليس ‏ وفالنسيا ميستايا.

## وصلات خارجية
- سيزار سوريانو فيريرو على موقع قاعدة بيانات كرة القدم.إي يو (الإنجليزية)
- سيزار سوريانو فيريرو على موقع Soccerbase.com (لاعب) (الإنجليزية)
- سيزار سوريانو فيريرو على موقع Soccerway.com (الإنجليزية)
- سيزار سوريانو فيريرو على موقع AS.com (الإسبانية)